# Масований ракетний обстріл України 23 січня 2024
Зранку 23 січня 2024 у рамках російського вторгнення в Україну російські війська нанесли ракетного удару по Україні, було застосовано крилаті та балістичні ракети, силами протиповітряної оборони України збито 21 ракету з 41.
Було обстріляно Київ, Харків, Павлоград, Балаклію та Шостку.

## Перебіг подій
12 бортів Ту-95МС з акваторії Каспійського моря здійснили пуски крилатих ракет Х-101/Х-555. Пізніше злетіли бомбардувальники Ту-22М3 які також здійснили пуски крилатих ракет.
Перші групи ракет залетіли через Сумщину. Після маневрів над Вінниччиною та Житомирщиною більшість полетіли на Київ. Там працювала ППО і лунали вибухи.
Також по Харкову були нанесені удари ракетами С-300/С-400 з території Бєлгородської області.

## Обстріли

### Київ

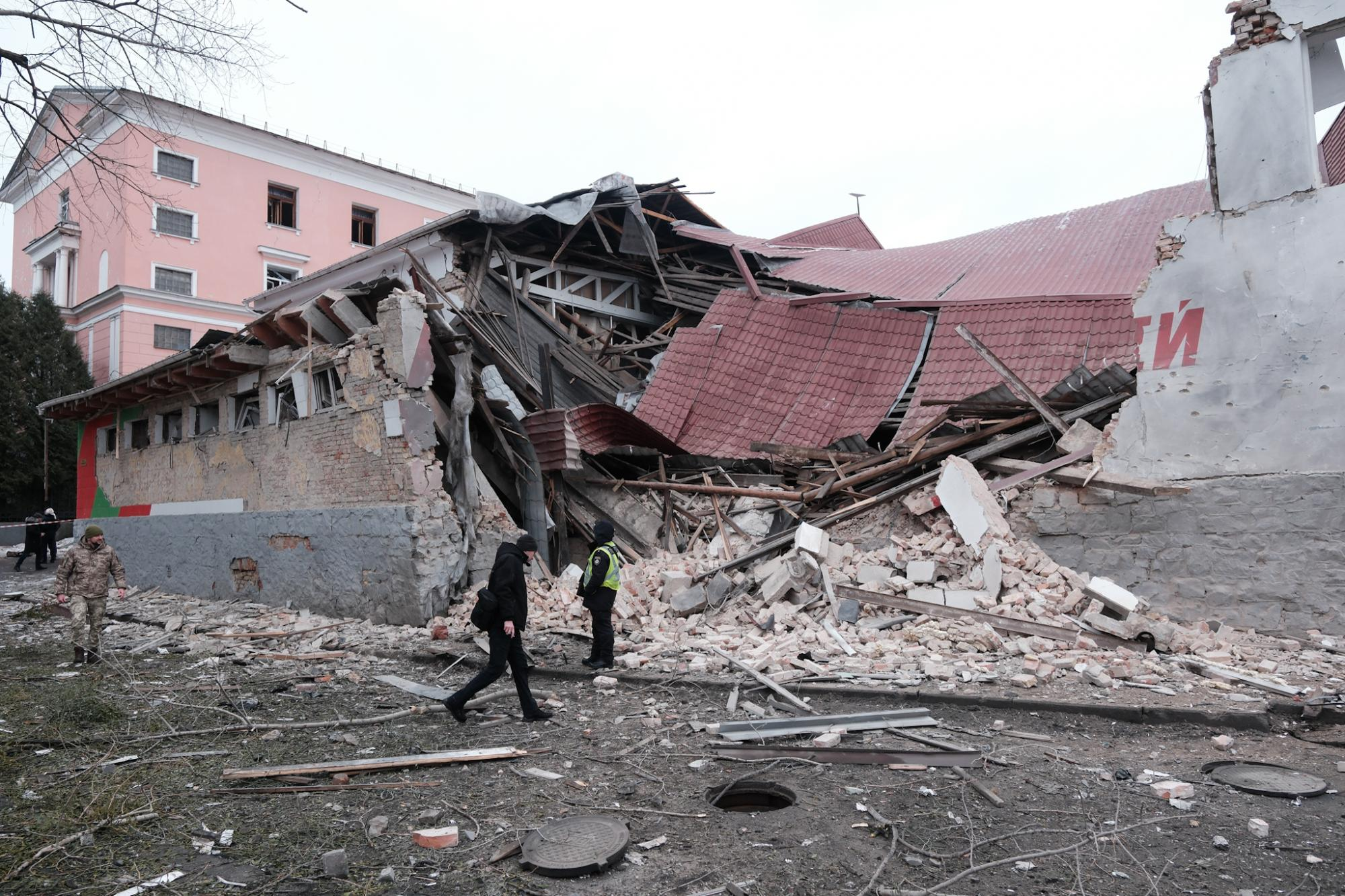
Будівля стадіону "Локомотив" у Києві після ракетного удару вранці 23 січня

За повідомленням мера міста Віталія Кличка, від ракетної атаки постраждали 18 людей. Госпіталізували 13 містян, серед яких троє дітей. 13-річному хлопцю та чотирьом дорослим надали допомогу на місці.
В Солом'янському районі пошкоджено спортивний комплекс Укрзалізниці Локомотив. Одну людину поранено.

### Харків

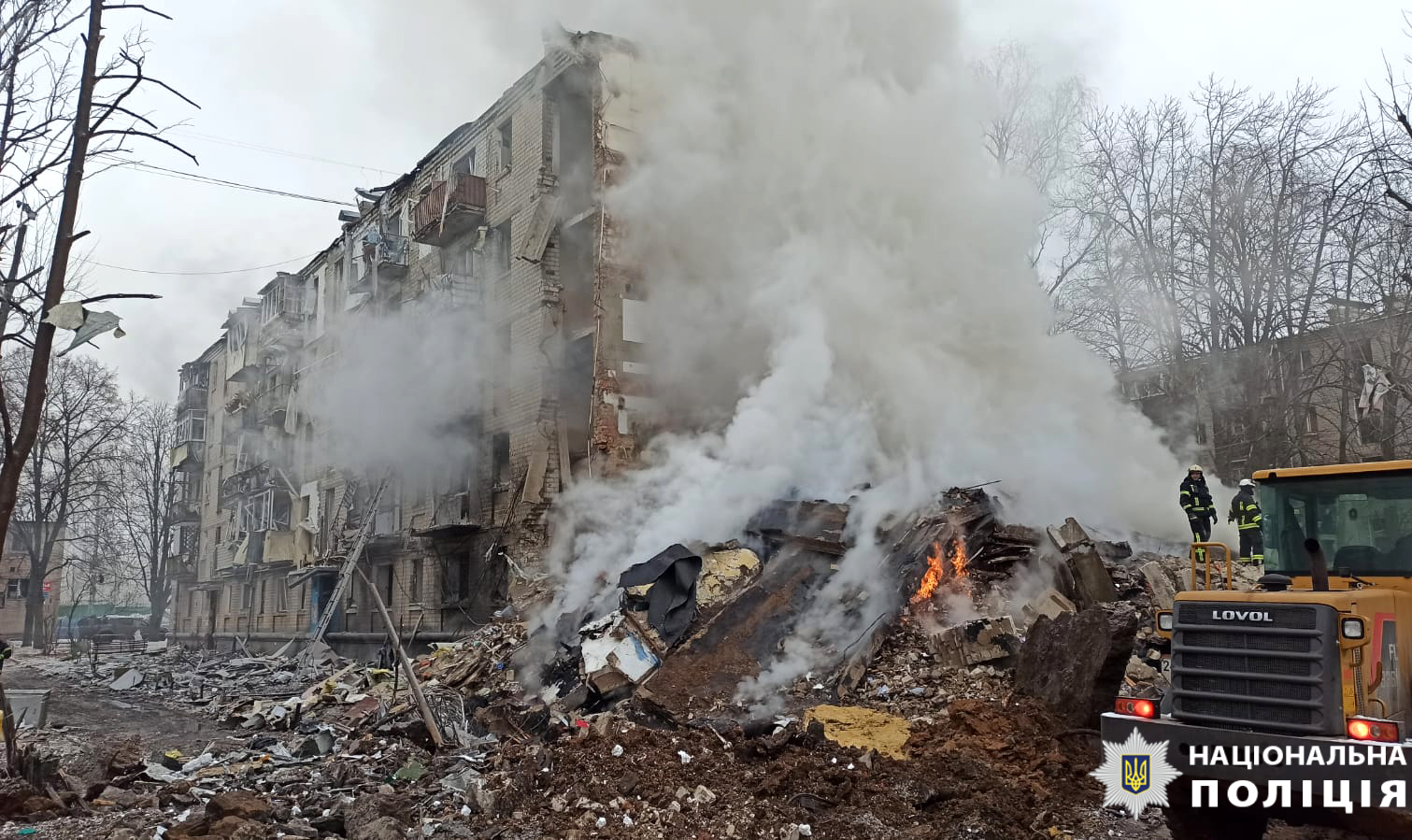
Зруйнований будинок в Харкові

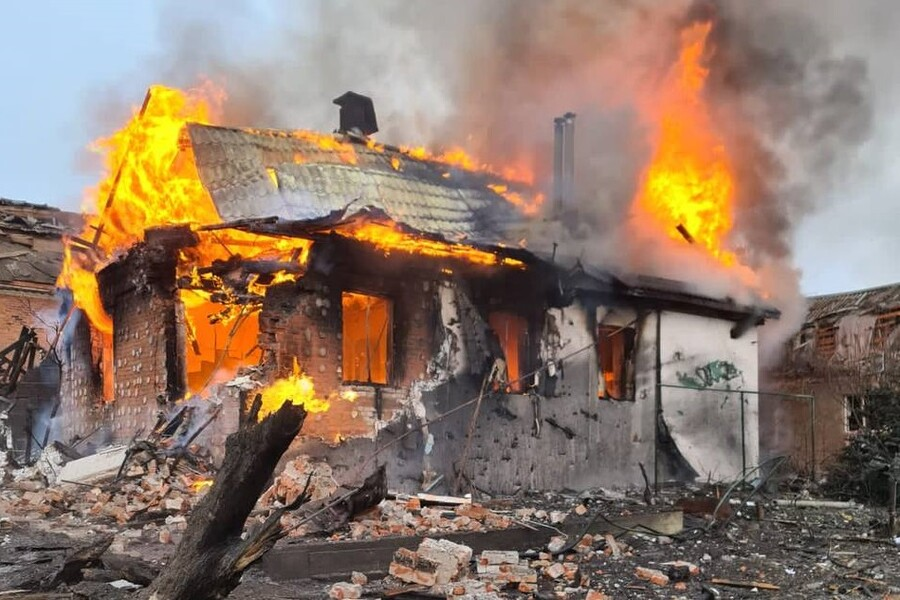
Палаючий приватний будинок на околицях Харкова, після падіння уламків російської ракети

Перед пуском крилатих ракет, близько 5 години ранку, Росія завдала удару балістикою по Харкову, там була серія вибухів. Після 7 години удари по Харкову повторились.
Відомо про удар ракетами Х-22, Іскандер та С-300 по житловій забудові у Київському та Салтівському районах. Відбулася одна з наймасованіших ворожих атак на місто, зафіксували понад 15 ракет типу С-300, Х-22, «Іскандер», внаслідок ударів постраждали понад 70 людей, 10 — загинули.
Керівник поліції Харківщини Сергій Болвінов повідомив про пожежу на газогоні.

#### Балаклія
По Балаклії Росія вдарила двома ракетами С-300. Там пошкоджено навчальний заклад, адміністративна будівля та два житлових будинки. Є постраждалі.

#### Павлоград
Сергій Лисак повідомив, що загинула 43-річна жінка, яка під час атаки перебувала в одному зі скверів міста. Пошкоджені інфраструктура, дві школи та вісім багатоповерхівок.

#### Шостка
По Шостці був нанесений ракетний удар націлений на інфраструктуру міста. Попередньо без постраждалих.

## Статистика

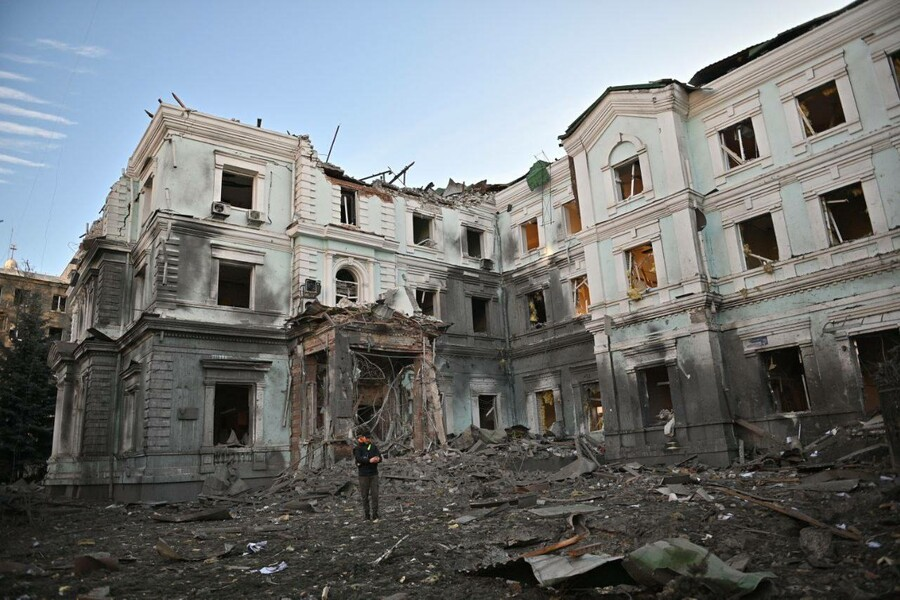
Будівля Національної академії правових наук України в Харкові (купецький особняк XIX століття) після ракетного удару ввечері 23 січня

| Регіон                                               | Місце                                                | Зброя                                                | К-ть  | Влучання, загиблі/поранені |
| ---------------------------------------------------- | ---------------------------------------------------- | ---------------------------------------------------- | ----- | --- |
| Харківська обл.                                      | Харків                                               | С-300                                                | 2     | обстріл житлової забудови у Київському та Салтівському районах міста Харкова, жертви: 3/42                                                       |
| Харківська обл.                                      | Балаклія                                             | С-300                                                | 2     | внаслідок ракетного удару зазнали пошкоджень об'єкт цивільної інфраструктури, багатоквартирний житловий будинок та приватні будинки, жертви: 0/2 |
|                                                      |                                                      |                                                      |       | |
| Київ                                                 | Київ                                                 | ракетний удар                                        | 21/37 | влучання ракет та ураження уламками по житловій забудові, жертви: 1/18                                                                           |
| Київська обл.                                        | Бучанський р-н                                       | ракетний удар                                        | 21/37 | пошкоджені два багатоповерхові будинки, приватний будинок, господарчі споруди та автомобілі, жертви: 0/3                                         |
| Харківська обл.                                      | Харків                                               | ракетний удар                                        | 21/37 | обстріл житлової забудови у Київському та Салтівському районах, жертви: 10/70+                                                                   |
| Дніпропетровська обл.                                | Павлоград                                            | ракетний удар                                        | 21/37 | пошкоджені інфраструктура, дві школи та вісім багатоповерхівок, жертви: 1/2+                                                                     |
| Сумська обл.                                         | Шостка                                               | ракетний удар                                        | 21/37 | відомо про влучання у об'єкти критичної інфраструктури, жертви: 0/0                                                                              |
| Україна загалом (не рахуючи систем С-300/C-400)      | Україна загалом (не рахуючи систем С-300/C-400)      | Україна загалом (не рахуючи систем С-300/C-400)      | 21/37 | Жертви: 15+/90+ |
| Відсоток ракет, перехоплених ППО та іншими засобами: | Відсоток ракет, перехоплених ППО та іншими засобами: | Відсоток ракет, перехоплених ППО та іншими засобами: | 57 %  | 57 % |

## Реакції
- Посол США в Україні Бріджит Брінк після чергових ракетних атак РФ заявила, що «Україна потребує подальшої підтримки Заходу саме зараз»[18].
- Президент України Володимир Зеленський у своєму зверненні вкотре засудив акт агресії, та сказав наступне: «Наші героїчні рятувальники, ті, хто завжди першими прибувають на місця ворожих обстрілів, попри всі складнощі, продовжують свою дуже важливу роботу заради порятунку людей. Дякую всім нашим захисникам і захисницям, працівникам і працівницям усіх екстрених служб, усім тим, чиє серце просто відчуває, що треба дбати про інших, треба допомагати іншим, коли від цього залежить життя».